# Vindobona (Schiff)

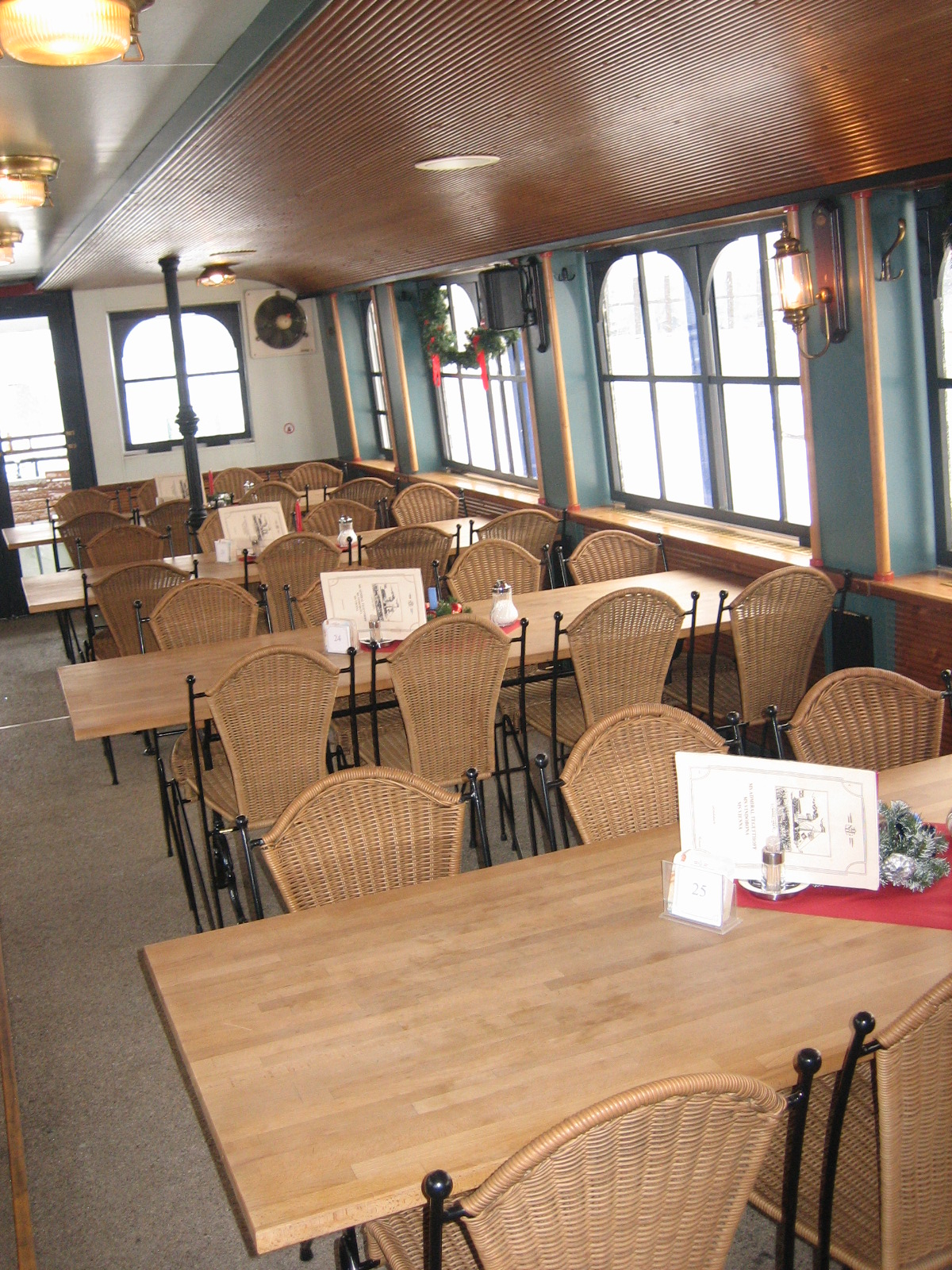
Vindobona, Innenansicht (2005)

Die Vindobona ist ein Ausflugsschiff für Rundfahrten und Veranstaltungen auf der Donau in und um Wien. Reederei ist die DDSG Blue Danube Schiffahrt GmbH, Nachfolgerin der Ersten Donau-Dampfschifffahrts-Gesellschaft.

## Geschichte
Vindobona ist der römische Name für Wien. 1979 wurde das DDSG-Schiff Vindobona anlässlich des 150-jährigen Jubiläums der Erste Donau-Dampfschifffahrts-Gesellschaft (DDSG) erbaut. Die Vindobona führte damals eine große Flottenparade in Wien an. Zu diesem Zeitpunkt fand auch die Grundsteinlegung zum neuen Schifffahrtszentrum am Handelskai 265 statt. Das Schiff wurde 1995, als es von dem privaten Unternehmen DDSG Blue Danube übernommen wurde, zum „Hundertwasser-Schiff“ umgebaut und trägt seitdem die markant violette Farbe, diverse Goldkugeln und eine besondere Inneneinrichtung. Außerdem wurde das zuvor teils offene Oberdeck zu einem geschlossenen Salon umgebaut.
Von 1. Dezember 2021 bis 13. Februar 2022 dient die Vindobona an der Anlegestelle Wien/City als "Impfschiff". Etwa 5000 Personen wurden bisher an Bord gegen COVID-19 von Impfservice Wien geimpft und erhielten einen Gutschein für eine Linienfahrt der DDSG.

## DDSG Schifffahrt in Wien

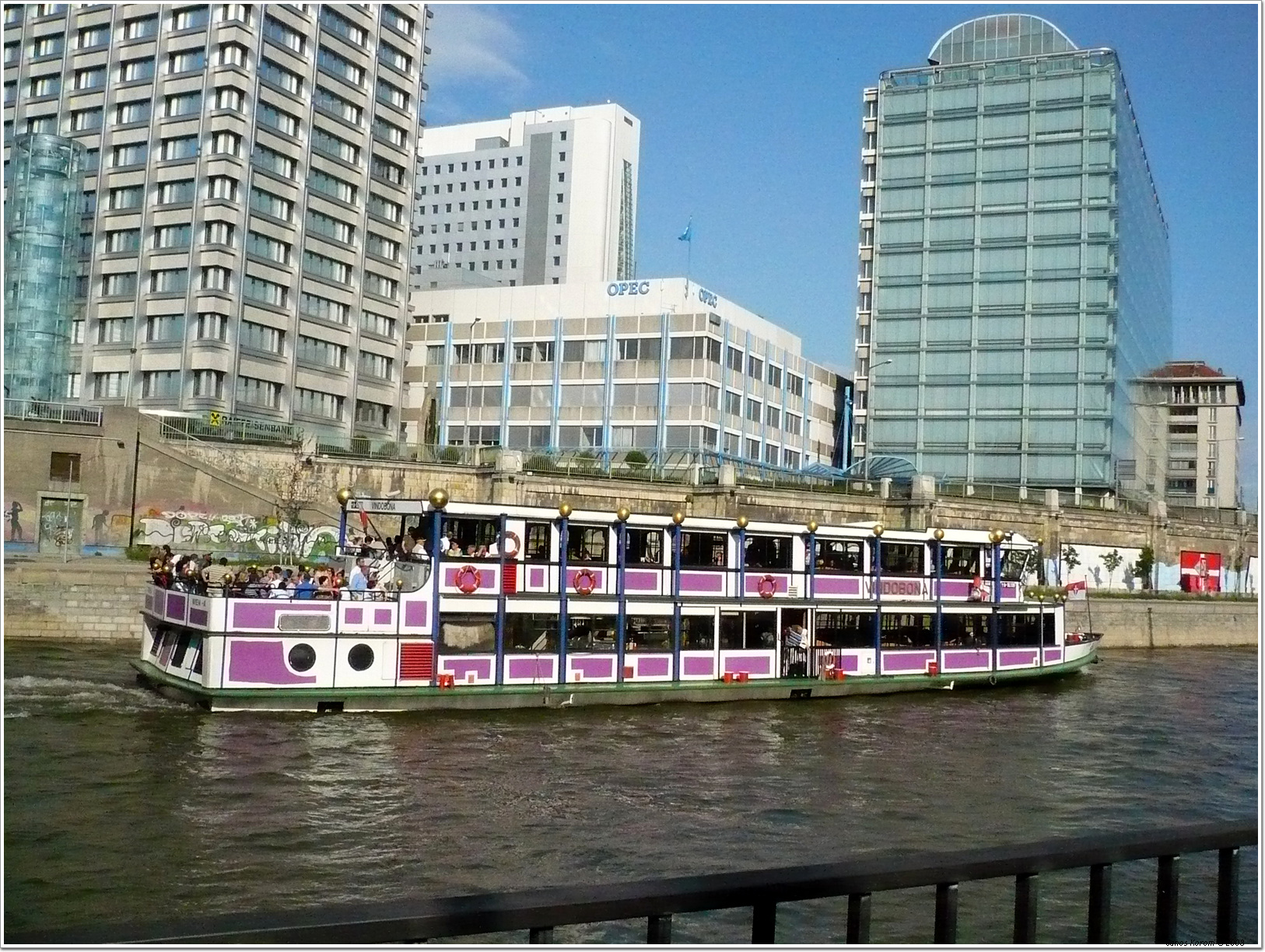
Vindobona auf dem Donaukanal

In Wien stehen die beiden Ausflugsschiffe Vindobona und Vienna zur Verfügung, welche viermal täglich zu Rundfahrten auf der Donau und dem Donaukanal ablegen. Während die Vindobona auf der „Hundertwasser-Tour“ unterwegs ist, startet die 2005 renovierte Vienna zur „Großen Donaurundfahrt“. Einstiegsmöglichkeiten sind der Schwedenplatz und die Reichsbrücke.